# Campeonato de Segunda División B de ANAFA en Costa Rica 1983
El Campeonato de Fútbol de Segunda División B 1983, fue la edición número 62 de (Segunda División B de Ascenso) en disputarse, organizada por la FEDEFUTBOL. Siendo el campeón de la temporada 1982-83 el Club Deportivo Costa Rica (Rosalilia de Esparza).
Este campeonato constó de 32 equipos debidamente inscritos en la Asociación Nacional de Fútbol Aficionado por (ANAFA). Anteriormente en 1982.
También compiten algunos clubes de la Primera, Segunda Superior y Segunda División B de Ascenso por (ACOFA).

## Clasificación por la Cuadrangular Final de Segunda División B de Ascenso
| Grupo A | Grupo A                                   |
| ------- | ----------------------------------------- |
| 1       | Deportivo Ciclón Lalo´s Boys de Siquirres |
| 2       | A.D. Santos de Guápiles                   |
| 3       | Cosmos de Siquirres                       |
| 4       | A.D. Tucurrique                           |
| 5       | Asturiana F.C (Filadelfia)                |
| 6       | Industrias Unidas del Guarco              |
| 7       | Municipal El Guarco                       |
| 8       | Deportivo Millonarios de Finca Mola       |

| Grupo B | Grupo B                                     |
| ------- | ------------------------------------------- |
| 1       | Orión Metropolitano F.C                     |
| 2       | A.D. San Gerardo de Guadalupe               |
| 3       | Deportivo Cariari de Plaza González Víquez  |
| 4       | C.S Guadalupe                               |
| 5       | Deportivo General Viejo F.C                 |
| 6       | Juventud Olímpica de San Rafael de Sabalito |
| 7       | Ferretería Núñez                            |
| 8       | A.D. Municipal Osa                          |

| Grupo C | Grupo C                          |
| ------- | -------------------------------- |
| 1       | C. Atlético Corrales de Esparza  |
| 2       | A.D. La Fortuna                  |
| 3       | A.D. Tronadora de Tilarán        |
| 4       | A.D. Miravalles (Bagaces)        |
| 5       | A.D. Zapandí                     |
| 6       | Deportivo Cananga F.C            |
| 7       | A.D. Orotinense                  |
| 8       | A.D. Villa Quesada de San Carlos |

| Grupo D | Grupo D                           |
| ------- | --------------------------------- |
| 1       | A.D. Floreña                      |
| 2       | A.D. Fraternidad de Santa Bárbara |
| 3       | A.D. Llorente de Tibás            |
| 4       | A.D. Carrizal                     |
| 5       | A.D. Salitral de Santa Ana        |
| 6       | A.D. Valencia                     |
| 7       | A.D. Belén Calle Flores           |
| 8       | A.D. San Lorenzo F.C              |

## Formato del Torneo
Se jugaron dos vueltas, en donde los equipos debían enfrentarse todos contra todos. Posteriormente se juega una cuadrangular final para ascender a un nuevo inquilino para la Segunda División de Costa Rica.

## Campeón Monarca de Segunda División B de Costa Rica 1983-1984
| Campeonato de Segunda B por ANAFA 1983                                                                    | Campeonato de Segunda B por ANAFA 1983 |
| --- | -------------------------------------- |
| Campeón Nacional de Segunda División B de Costa Rica 1983. Ferretería Núñez y A.D. Zapandí fue Subcampeón |                                        |

## Ligas Superiores
- Primera División de Costa Rica 1983

- Campeonato de Segunda División de Costa Rica 1983-1984

## Liga Inferior
- Campeonato de Tercera División de Ascenso por ANAFA 1983

## Torneos
| Predecesor: Campeonato 1982 | Segunda División B de Costa Rica Campeonato 1983 | Sucesor: Campeonato 1984 |